# Sanké mô

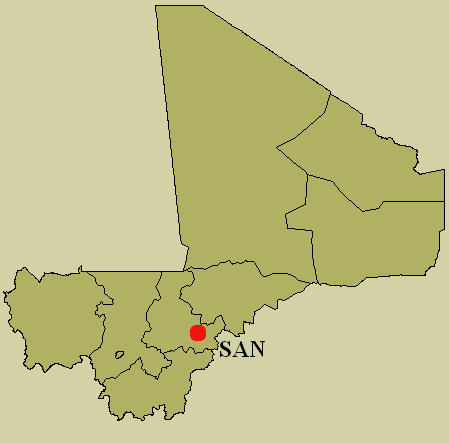
Localisation de San au Mali

Le Sanké mô est un rite de pêche collective dans la mare Sanké pratiqué à San, une ville du Mali, tous les deuxièmes jeudis du septième mois lunaire pour commémorer la fondation de la ville. « Le Sanké mô : rite de pêche collective dans le Sanké » a été inscrit en 2009 par l'UNESCO sur 
la liste du patrimoine immatériel nécessitant une sauvegarde urgente en raison de la chute de la participation au rituel et de la dégradation de la mare Sanké.

## Histoire
Le rituel en était à sa 609e édition en 2009. Depuis 2008 le Festival Sanké Mô se déroule  en même temps que la pêche traditionnelle collective dans la mare Sanké. Le festival allie musique, danse, sport, pêche et foire commerciale.
La baisse de la pluviométrie a entrainé un assèchement de la mare mais aussi la surexploitation d'une argile qui freine l’infiltration de l’eau, afin de fabriquer des briques en banco. Le maire de San, Sina Oumar Traoré, a pour idée de « surcreuser la mare tout en évitant de curer toute l'argile qui en tapisse le fond ».

## Rituel

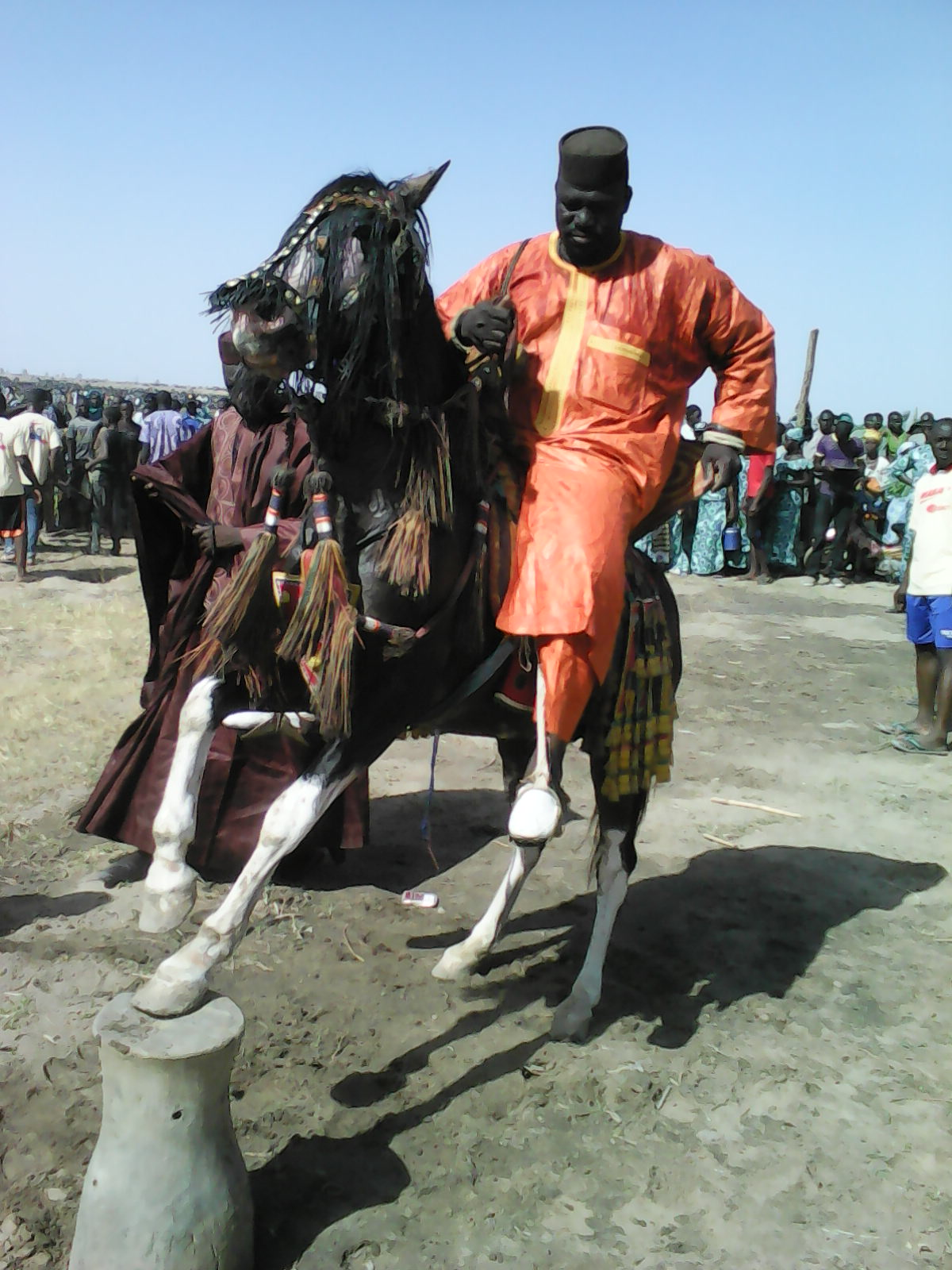
Un cavalier pendant le Sanké mô de 2018.